# 산하 (1982년 드라마)
《산하》는 1982년 1월 11일부터 1982년 9월 13일까지 방송되었던 KBS 1TV의 전원 드라마이다.

## 기획 의도
농촌 마을의 학교 이야기를 다룬 전원 드라마 작품으로, 시골 초등학교 풍경의 살가움이 무엇인지를 서정적으로 표현한 작품이다.

## 제작진
- 극본 : 차범석
- 연출 : 김인정

## 출연진
- 김종결 : 오영진 역

은덕 아버지
- 김형자 : 성점옥 역

은덕 어머니
- 김민희 : 오은덕 역

영진과 점옥의 딸
- 서인석 : 백문병 역

서울에서 온 신혼부부 - 달숙 남편 - 동농초등학교 3학년 1반 담임 교사
- 연운경 : 박달숙 역

서울에서 온 신혼부부 - 문병 아내 - 동농초등학교 3학년 5반 담임 교사
- 이순재 : 계판구 역

남섭 아버지
- 정영숙 : 엄익순 역

남섭 어머니
- 김동수 : 계남섭 역

오은덕과는 동갑내기 동농초등학교 동급생으로 반만 다름(3학년 1반 계남섭, 3학년 5반 오은덕)
- 백일섭 : 엄풍식 역

남섭 외종조부(남섭 어머니 엄익순의 친정 막내 배다른 삼촌)이자 계판구의 처숙부
- 서승현 : 배순단 역

남섭 외종조모(풍식 처)
- 전현 : 엄종회 역

풍식과 순단의 2남 1녀 중 맏아들(장남)이자 둘째 - 중학교 3학년 졸업반으로 외종질 계남섭보다는 고작 여섯살 많은 5촌 외종숙
- 최호창 : 엄경출 역

풍식과 순단의 2남 1녀 중 막내아들(차남)이자 막내 - 중학교 1학년 신입생으로 외종질 계남섭보다는 고작 네살 많은 5촌 외종숙